# Funzione di Green
In analisi funzionale, la funzione di Green associata ad un operatore differenziale lineare è la funzione di ingresso all'operatore che produce per risposta l'impulso elementare (delta di Dirac).
In pratica, ciò significa che se {\displaystyle L} è un operatore differenziale lineare, allora la funzione di Green {\displaystyle G} è soluzione dell'equazione {\displaystyle LG=\delta }, dove {\displaystyle \delta } è la funzione delta di Dirac.
Il nome deriva dal matematico e fisico britannico George Green (14 luglio 1793 – 31 maggio 1841). I campi di applicazione di questa funzione sono ormai tra i più vari. Fondamentale, ad esempio, è il suo utilizzo nella teoria quantistica delle interazioni, in particolare nella teoria quantistica dei campi interagenti e nella teoria dei sistemi a molti corpi, dove è a volte indicata col nome di propagatore.

## Definizione
Sia dato un arbitrario operatore differenziale lineare {\displaystyle L_{x}} che agisce su un opportuno spazio di funzioni, nella generica variabile {\displaystyle x=(x_{1},\dots ,x_{n})}. Un'equazione differenziale, che è in generale alle derivate parziali, è scritta nel seguente modo:
{\displaystyle L_{x}u(x)=f(x)\ }
La funzione di Green dell'operatore {\displaystyle L} è definita come la distribuzione (soluzione fondamentale) {\displaystyle G(x,y)} tale che:
{\displaystyle L_{x}G(x,y)=\delta (x-y)}
Dove {\displaystyle \delta }  è la delta di Dirac e grazie alla sua proprietà:
{\displaystyle f(x)=\int f(y)\delta (x-y)dy=\int f(y)L_{x}G(x,y)dy}
Dal momento che {\displaystyle f(x)=L_{x}u(x)}, si ha (portando {\displaystyle L_{x}} che agisce solo su {\displaystyle x} fuori dall'integrale):
{\displaystyle L_{x}u(x)=L_{x}\int f(y)G(x,y)dy}
da cui si ottiene:
{\displaystyle u(x)=\int f(y)G(x,y)dy+q(x)}
dove {\displaystyle q(x)} è una soluzione dell'equazione omogenea associata {\displaystyle L_{x}q(x)=0}. La funzione arbitraria {\displaystyle q(x)} è univocamente fissata dalle condizioni al contorno del problema.
In modo equivalente, facendo uso della notazione di Dirac per gli spazi vettoriali, una generica equazione differenziale è scritta nel seguente modo:
{\displaystyle L|u\rangle =|f\rangle }
Se {\displaystyle L} ammette un inverso {\displaystyle L^{-1}\equiv G} allora l'equazione si può formalmente risolvere come segue:
{\displaystyle |u\rangle =G|f\rangle }
Moltiplicando a sinistra per {\displaystyle \langle x|} e sfruttando la spettralizzazione dell'identità:
{\displaystyle I=\int |y\rangle \langle y|dy}
si ottiene:
{\displaystyle u(x)=\int dy\langle x|G|y\rangle f(y)}
La funzione di Green di un operatore differenziale è dunque il nucleo integrale dell'inverso, se esiste, dell'operatore medesimo:
{\displaystyle G(x,y)\equiv \langle x|G|y\rangle }

## La funzione di Green e la trasformata di Fourier
Uno dei metodi più potenti per trovare le funzioni di Green in casi specifici è l'utilizzo della trasformata di Fourier, che ha la fondamentale proprietà di convertire operazioni di derivazione in semplici prodotti, e quindi equazioni differenziali in equazioni algebriche. Detta {\displaystyle m} la dimensione dello spazio delle variabili {\displaystyle x,y}, si ha che la trasformata di Fourier nella variabile {\displaystyle x} è data da:
{\displaystyle G(x,y)={\frac {1}{(2\pi )^{m}}}\int e^{ikx}{\tilde {G}}(k,y)d^{m}k}
mentre la rappresentazione di Fourier della {\displaystyle \delta } è:
{\displaystyle \delta (x-y)={\frac {1}{(2\pi )^{m}}}\int e^{ik(x-y)}d^{m}k}
Inserendo tale rappresentazione nella definizione:
{\displaystyle L_{x}G(x,y)=\delta (x-y)}
è possibile ottenere una forma per {\displaystyle {\tilde {G}}(k,y)}.

### Il laplaciano
Si vuole ricavare la funzione di Green dell'operatore laplaciano {\displaystyle \nabla ^{2}} in tre dimensioni. Si ha:
{\displaystyle \nabla _{x}^{2}G(x-y)=\delta (x-y)}
dove si utilizza {\displaystyle G(x-y)} dal momento che la funzione di Green dipende solo dalla differenza delle variabili, data l'evidente simmetria dell'equazione. Utilizzando la trasformata di Fourier di entrambi i membri si ottiene:
{\displaystyle {\tilde {G}}(k)=-{\frac {1}{k^{2}}}}
e dunque:
{\displaystyle G(x-y)=-{\frac {1}{(2\pi )^{3}}}\int {\frac {e^{ik(x-y)}}{k^{2}}}d^{3}k}
La risoluzione dell'integrale è:
{\displaystyle G(x-y)=-{\frac {1}{(2\pi )^{2}}}\int _{-1}^{1}d(\cos \theta )\int _{0}^{+\infty }k^{2}dk{\frac {e^{ikr\cos \theta }}{k^{2}}}=-{\frac {2}{(2\pi )^{2}r}}\int _{0}^{+\infty }dk{\frac {\sin(kr)}{k}}}
dove si intende {\displaystyle r=|x-y|} e si è ipotizzato che {\displaystyle x-y} sia lungo la direzione {\displaystyle z} nel {\displaystyle k}-spazio. L'ultimo integrale si risolve con un'integrazione di contorno rendendo complessa la variabile {\displaystyle k} e chiudendo il contorno nel semipiano superiore:
{\displaystyle \int _{0}^{+\infty }dk{\frac {\sin(kr)}{k}}={\frac {1}{2}}\int _{-\infty }^{+\infty }dk{\frac {\sin(kr)}{k}}={\frac {1}{2}}\Im \int _{-\infty }^{+\infty }dk{\frac {e^{ikr}}{k}}={\frac {1}{2}}\Im \left[\pi iRes\left({\frac {e^{izr}}{z}}\vert _{z=0}\right)\right]={\frac {\pi }{2}}}
Per il calcolo del residuo del polo in {\displaystyle k=0} si è utilizzata la parte principale. In definitiva:
{\displaystyle G(x,y)=-{\frac {1}{4\pi |x-y|}}}

## Perturbazioni
Il formalismo della funzione di Green risulta particolarmente adatto per la risoluzione (per lo meno formale) di problemi di natura perturbativa. Supponiamo ad esempio di avere il seguente operatore differenziale:
{\displaystyle L+\lambda V}
con {\displaystyle \lambda } numero reale generico, e supponiamo inoltre di aver risolto o comunque che sia noto il problema relativo al solo operatore {\displaystyle L}. Si denoti con {\displaystyle G_{0}} l'operatore di Green (noto per ipotesi) per {\displaystyle L} (ossia {\displaystyle L^{-1}}). Dunque l'equazione che definisce l'operatore di Green completo è:
{\displaystyle (L+\lambda V)G=I}
il che comporta:
{\displaystyle LG=I-\lambda VG\Rightarrow G=L^{-1}-\lambda L^{-1}VG}
ossia, ricordando che {\displaystyle L^{-1}\equiv G_{0}}:
{\displaystyle G=G_{0}-\lambda G_{0}VG}
Quest'ultima equazione è fondamentale nel caso in cui il parametro {\displaystyle \lambda } sia sufficientemente piccolo da poter trattare il "potenziale" {\displaystyle \lambda V} come perturbazione dell'operatore libero {\displaystyle L}. Infatti la precedente si può risolvere formalmente utilizzando uno sviluppo in serie per {\displaystyle G}:
{\displaystyle G=G_{0}-\lambda G_{0}VG_{0}+\lambda ^{2}G_{0}VG_{0}VG_{0}-\lambda ^{3}G_{0}VG_{0}VG_{0}VG_{0}+\ldots }
Se {\displaystyle \lambda } è più piccolo dell'unità le sue potenze decresceranno (più {\displaystyle \lambda } è piccolo più la decrescenza sarà rapida) quindi ogni addendo aggiuntivo contribuirà all'operatore di Green completo con un peso sempre minore. A seconda delle esigenze si potrà troncare lo sviluppo ad un ordine opportuno ed ottenere un'ottima approssimazione per {\displaystyle G}. Il tutto si può riscrivere nel più comune linguaggio integrale:
{\displaystyle G(x,y)=G_{0}(x,y)-\lambda \int G_{0}(x,x')V(x',x'')G(x'',y)dx'dx''}
la quale ammette una soluzione formale come serie di Neumann:
{\displaystyle G(x,y)=G_{0}(x,y)-\lambda \int G_{0}(x,x_{1})V(x_{1},x_{2})G_{0}(x_{2},y)dx_{1}dx_{2}+}
{\displaystyle +\lambda ^{2}\int G_{0}(x,x_{1})V(x_{1},x_{2})G_{0}(x_{2},x_{3})V(x_{3},x_{4})G_{0}(x_{4},y)dx_{1}\ldots dx_{4}+\ldots }
Evidentemente, una volta ottenuto uno sviluppo in serie di {\displaystyle \lambda } per {\displaystyle G(x,y)} è immediato ottenerlo anche per la soluzione {\displaystyle u(x)} dell'equazione differenziale:
{\displaystyle (L+\lambda V)u(x)=f(x)}
dove {\displaystyle f(x)} è il solito termine non omogeneo. Dato che si ha:
{\displaystyle u(x)=\int G(x,y)f(y)dy}
si ottiene la seguente equazione integrale per la soluzione:
{\displaystyle u(x)=F(x)-\lambda \int G_{0}(x,x')V(x',x'')G_{0}(x'',y)f(y)dx'dx''dy}
con:
{\displaystyle F(x)=\int G_{0}(x,y)f(y)dy}
ossia soluzione dell'equazione "libera". La precedente ammette ovviamente una soluzione sotto forma di sviluppo perturbativo in {\displaystyle \lambda }:
{\displaystyle u(x)=F(x)-\lambda \int G_{0}(x,x_{1})V(x_{1},x_{2})G_{0}(x_{2},y)f(y)dx_{1}dx_{2}dy}
{\displaystyle +\lambda ^{2}\int G_{0}(x,x_{1})V(x_{1},x_{2})G_{0}(x_{2},x_{3})V(x_{3},x_{4})G_{0}(x_{4},y)f(y)dx_{1}\ldots dx_{4}dy+\ldots }
Con questo formalismo si riescono dunque ad ottenere soluzioni approssimate per l'equazione differenziale. L'approssimazione è tanto più buona quanto più aumenta l'ordine dello sviluppo a cui intendiamo fermare il nostro calcolo, ossia l'esponente di {\displaystyle \lambda }.